# Casa Bayés
La Casa Bayés és una obra amb elements barrocs, eclèctics, noucentistes i modernistes de Vic (Osona) protegida com a Bé Cultural d'Interès Local.

## Descripció
Edifici entre mitgeres, que consta de planta baixa, dos pisos superiors i golfes, amb perfil irregular a nivell de façana. A la planta baixa hi ha ubicats dos portals adovellats de mig punt, l'un al costat de l'altre. A la mateixa planta s'hi ubiquen altres finestres. En els dos pisos superiors es distribueixen les obertures simètricament seguint eixos verticals. La majoria d'elles són balcons volats, amb barana de ferro forjat, de llinda plana decorada i brancals de carreus de pedra. Aquests balcons mantenen una gradació de proporcions en alçada. Destaquen les dues finestres geminades, les del primer pis d'arc de mig punt i les del segon pic d'arc lobulat. El tercer pis hi ha ubicada una galeria que recorre tota la façana, amb obertures d'arc de mig punt.